# Selección de fútbol sub-20 de Rusia
La Selección de fútbol sub-20 de Rusia, conocida también como la Selección juvenil de fútbol de Rusia, es el equipo que representa al país en la Copa Mundial de Fútbol Sub-20, y en la Eurocopa Sub-19, y es controlada por la Unión de Fútbol de Rusia.
Es el equipo reconocido como el sucesor de la Unión Soviética, pero a diferencia de estos, nunca han estado en una copa del mundo ni en una Eurocopa de la categoría, a pesar de haber estado cerca de clasificar en algunas ocasiones.

## Estadísticas

### Eurocopa Sub-19
| 2002  | No clasificó                             | No clasificó                             | No clasificó                             | No clasificó                             | No clasificó                             | No clasificó                             | No clasificó                             | No clasificó                             |                                          |
| 2003  | No clasificó                             | No clasificó                             | No clasificó                             | No clasificó                             | No clasificó                             | No clasificó                             | No clasificó                             | No clasificó                             |                                          |
| 2004  | No clasificó                             | No clasificó                             | No clasificó                             | No clasificó                             | No clasificó                             | No clasificó                             | No clasificó                             | No clasificó                             |                                          |
| 2005  | No clasificó                             | No clasificó                             | No clasificó                             | No clasificó                             | No clasificó                             | No clasificó                             | No clasificó                             | No clasificó                             |                                          |
| 2006  | No clasificó                             | No clasificó                             | No clasificó                             | No clasificó                             | No clasificó                             | No clasificó                             | No clasificó                             | No clasificó                             |                                          |
| 2007  | No clasificó                             | No clasificó                             | No clasificó                             | No clasificó                             | No clasificó                             | No clasificó                             | No clasificó                             | No clasificó                             |                                          |
| 2008  | No clasificó                             | No clasificó                             | No clasificó                             | No clasificó                             | No clasificó                             | No clasificó                             | No clasificó                             | No clasificó                             |                                          |
| 2009  | No clasificó                             | No clasificó                             | No clasificó                             | No clasificó                             | No clasificó                             | No clasificó                             | No clasificó                             | No clasificó                             |                                          |
| 2010  | No clasificó                             | No clasificó                             | No clasificó                             | No clasificó                             | No clasificó                             | No clasificó                             | No clasificó                             | No clasificó                             |                                          |
| 2011  | No clasificó                             | No clasificó                             | No clasificó                             | No clasificó                             | No clasificó                             | No clasificó                             | No clasificó                             | No clasificó                             |                                          |
| 2012  | No clasificó                             | No clasificó                             | No clasificó                             | No clasificó                             | No clasificó                             | No clasificó                             | No clasificó                             | No clasificó                             |                                          |
| 2013  | No clasificó                             | No clasificó                             | No clasificó                             | No clasificó                             | No clasificó                             | No clasificó                             | No clasificó                             | No clasificó                             |                                          |
| 2014  | No clasificó                             | No clasificó                             | No clasificó                             | No clasificó                             | No clasificó                             | No clasificó                             | No clasificó                             | No clasificó                             |                                          |
| 2015  | Subcampeón                               | 5                                        | 2                                        | 1                                        | 2                                        | 9                                        | 6                                        |                                          |                                          |
| 2016  | No clasificó                             | No clasificó                             | No clasificó                             | No clasificó                             | No clasificó                             | No clasificó                             | No clasificó                             | No clasificó                             |                                          |
| 2017  | No clasificó                             | No clasificó                             | No clasificó                             | No clasificó                             | No clasificó                             | No clasificó                             | No clasificó                             | No clasificó                             |                                          |
| 2018  | No clasificó                             | No clasificó                             | No clasificó                             | No clasificó                             | No clasificó                             | No clasificó                             | No clasificó                             | No clasificó                             |                                          |
| 2019  | No clasificó                             | No clasificó                             | No clasificó                             | No clasificó                             | No clasificó                             | No clasificó                             | No clasificó                             | No clasificó                             |                                          |
| 2020  | Cancelado                                | Cancelado                                | Cancelado                                | Cancelado                                | Cancelado                                | Cancelado                                | Cancelado                                | Cancelado                                |                                          |
| 2021  | Cancelado                                | Cancelado                                | Cancelado                                | Cancelado                                | Cancelado                                | Cancelado                                | Cancelado                                | Cancelado                                |                                          |
| 2022  | Descalificado por invasión Rusia-Ucrania | Descalificado por invasión Rusia-Ucrania | Descalificado por invasión Rusia-Ucrania | Descalificado por invasión Rusia-Ucrania | Descalificado por invasión Rusia-Ucrania | Descalificado por invasión Rusia-Ucrania | Descalificado por invasión Rusia-Ucrania | Descalificado por invasión Rusia-Ucrania | Descalificado por invasión Rusia-Ucrania |
| 2023  | Descalificado por invasión Rusia-Ucrania | Descalificado por invasión Rusia-Ucrania | Descalificado por invasión Rusia-Ucrania | Descalificado por invasión Rusia-Ucrania | Descalificado por invasión Rusia-Ucrania | Descalificado por invasión Rusia-Ucrania | Descalificado por invasión Rusia-Ucrania | Descalificado por invasión Rusia-Ucrania | Descalificado por invasión Rusia-Ucrania |
| 2024  | Descalificado por invasión Rusia-Ucrania | Descalificado por invasión Rusia-Ucrania | Descalificado por invasión Rusia-Ucrania | Descalificado por invasión Rusia-Ucrania | Descalificado por invasión Rusia-Ucrania | Descalificado por invasión Rusia-Ucrania | Descalificado por invasión Rusia-Ucrania | Descalificado por invasión Rusia-Ucrania | Descalificado por invasión Rusia-Ucrania |
| 2025  | Descalificado por invasión Rusia-Ucrania | Descalificado por invasión Rusia-Ucrania | Descalificado por invasión Rusia-Ucrania | Descalificado por invasión Rusia-Ucrania | Descalificado por invasión Rusia-Ucrania | Descalificado por invasión Rusia-Ucrania | Descalificado por invasión Rusia-Ucrania | Descalificado por invasión Rusia-Ucrania | Descalificado por invasión Rusia-Ucrania |
| Total | 1/20                                     | 5                                        | 2                                        | 1                                        | 2                                        | 9                                        | 6                                        |                                          |                                          |

### Mundial Sub-20
| Antes de 1991 | Véase Unión Soviética                    | Véase Unión Soviética                    | Véase Unión Soviética                    | Véase Unión Soviética                    | Véase Unión Soviética                    | Véase Unión Soviética                    | Véase Unión Soviética                    | Véase Unión Soviética                    |                                          |
| 1993          | Cuartos de final                         | 4                                        | 2                                        | 0                                        | 2                                        | 6                                        | 7                                        |                                          |                                          |
| 1995          | Cuartos de final                         | 4                                        | 1                                        | 2                                        | 1                                        | 4                                        | 5                                        |                                          |                                          |
| 1997          | No clasificó                             | No clasificó                             | No clasificó                             | No clasificó                             | No clasificó                             | No clasificó                             | No clasificó                             | No clasificó                             |                                          |
| 1999          | No clasificó                             | No clasificó                             | No clasificó                             | No clasificó                             | No clasificó                             | No clasificó                             | No clasificó                             | No clasificó                             |                                          |
| 2001          | No clasificó                             | No clasificó                             | No clasificó                             | No clasificó                             | No clasificó                             | No clasificó                             | No clasificó                             | No clasificó                             |                                          |
| 2003          | No clasificó                             | No clasificó                             | No clasificó                             | No clasificó                             | No clasificó                             | No clasificó                             | No clasificó                             | No clasificó                             |                                          |
| 2005          | No clasificó                             | No clasificó                             | No clasificó                             | No clasificó                             | No clasificó                             | No clasificó                             | No clasificó                             | No clasificó                             |                                          |
| 2007          | No clasificó                             | No clasificó                             | No clasificó                             | No clasificó                             | No clasificó                             | No clasificó                             | No clasificó                             | No clasificó                             |                                          |
| 2009          | No clasificó                             | No clasificó                             | No clasificó                             | No clasificó                             | No clasificó                             | No clasificó                             | No clasificó                             | No clasificó                             |                                          |
| 2011          | No clasificó                             | No clasificó                             | No clasificó                             | No clasificó                             | No clasificó                             | No clasificó                             | No clasificó                             | No clasificó                             |                                          |
| 2013          | No clasificó                             | No clasificó                             | No clasificó                             | No clasificó                             | No clasificó                             | No clasificó                             | No clasificó                             | No clasificó                             |                                          |
| 2015          | No clasificó                             | No clasificó                             | No clasificó                             | No clasificó                             | No clasificó                             | No clasificó                             | No clasificó                             | No clasificó                             |                                          |
| 2017          | No clasificó                             | No clasificó                             | No clasificó                             | No clasificó                             | No clasificó                             | No clasificó                             | No clasificó                             | No clasificó                             |                                          |
| 2019          | No clasificó                             | No clasificó                             | No clasificó                             | No clasificó                             | No clasificó                             | No clasificó                             | No clasificó                             | No clasificó                             |                                          |
| 2023          | Descalificado por invasión Rusia-Ucrania | Descalificado por invasión Rusia-Ucrania | Descalificado por invasión Rusia-Ucrania | Descalificado por invasión Rusia-Ucrania | Descalificado por invasión Rusia-Ucrania | Descalificado por invasión Rusia-Ucrania | Descalificado por invasión Rusia-Ucrania | Descalificado por invasión Rusia-Ucrania | Descalificado por invasión Rusia-Ucrania |
| 2025          | Descalificado por invasión Rusia-Ucrania | Descalificado por invasión Rusia-Ucrania | Descalificado por invasión Rusia-Ucrania | Descalificado por invasión Rusia-Ucrania | Descalificado por invasión Rusia-Ucrania | Descalificado por invasión Rusia-Ucrania | Descalificado por invasión Rusia-Ucrania | Descalificado por invasión Rusia-Ucrania | Descalificado por invasión Rusia-Ucrania |
| Total         | 2/16                                     | 8                                        | 3                                        | 2                                        | 3                                        | 10                                       | 12                                       |                                          |                                          |

### Torneos amistosos
- Torneo internacional de fútbol sub-20 de la Alcudia:
  - Subcampeón (2): 1998, 2018
  - Tercer Puesto (1) 1992